# Russo (personaggio)
Il Russo (Russian) il cui vero nome è Ivan Vassilovitch Dragovsky è un personaggio dei fumetti creato da Garth Ennis (testi) e Steve Dillon (disegni), pubblicato dalla Marvel Comics. La sua apparizione avviene in The Punisher n. 8 del 2000.

## Biografia del personaggio
Il Russo è un sicario al soldo di Ma Gnucci. Noto nei paesi dell'ex URSS per la sua forza e la sua crudeltà, viene incaricato di uccidere il Punitore. Dopo un brutale scontro corpo a corpo in casa di Frank Castle, Frank (che inizialmente ha la peggio contro il gigante) riesce ad ustionare il volto del Russo con una pizza caldissima, rallentandolo: in seguito spinge il suo vicino di casa gravemente obeso, Mr. Rotondi, sul volto del Russo, che muore asfissiato. Frank riporta poi la testa del Russo a Ma Gnucci per sfidarla.
Ricostruito cibernaticamente dal Generale Kreigkopf, il Russo diventa un cyborg ancora più potente; una delle conseguenze di questa ricostruzione, tuttavia, è la crescita di due mammelle femminili.
Il Punitore e l'Uomo Ragno si scontrano con il gigante russo; dopo un violento scontro, Frank usa Peter come punch ball e i due hanno la meglio. Il Russo salta in aria, alla fine, insieme a tutta l'isola di Grand Nixon.

## Caratteristiche del personaggio
Il Russo, pur essendo un criminale sanguinario, presenta diversi aspetti comici, come una notevole logorrea e abitudini paradossalmente filoamericane.
Il Russo è un grande fan di Britney Spears e delle scarpe Nike; è inoltre un grande fan dell'Uomo Ragno, dei Fantastici Quattro e degli X-Men, mentre stima Thor considerandolo un grande comunista, in quanto possiede un "grande martello". Il Russo è inoltre un membro fondatore del fan club russo di Devil.

## Poteri e abilità
Il Russo è dotato di un'enorme forza fisica, addestrato nel combattimento corpo a corpo. Ha inoltre una altissima soglia di sopportazione del dolore, tanto che il Punitore, per fargli male davvero, deve ustionargli completamente la faccia, in quanto il suo unico punto debole è il calore. Dopo essere stato trasformato in un cyborg, la forza e la resistenza del Russo sono aumentate a livelli sovrumani.

## Altri media

### Cinema
- Il Russo viene interpretato dal wrestler Kevin Nash nel film The Punisher (2004). A differenza del fumetto, il personaggio non è logorroico come nei fumetti e perde la maggior parte delle caratteristiche originali, conservando l'aderenza fisica alla rappresentazione grafica.
- Il personaggio è apparso anche nel trentaquattresimo film del Marvel Cinematic Universe Deadpool & Wolverine (2024), e sarà interpretato da Billy Clements.

### Videogiochi
Il Russo appare in The Punisher del 2005.